# Dnipro Arena
Pour les articles homonymes, voir Dnipro (homonymie).
La Dnipro Arena (en ukrainien : Арена Дніпро) est un stade de football situé à Dnipro en Ukraine. Il est utilisé par le SK Dnipro-1 entre 2017 et 2024 (année de disparition du club) et le FK Dnipro entre 2008 et 2019 (année de disparition du club). Le Stade peut accueillir 31 003 personnes, et a été sélectionné pour l'Euro 2012, puis retiré de la liste le 13 mai 2009.

## Histoire
La construction du stade a débuté le 1er avril 2005, sous la direction de la société allemande Hochtief et de l'architecte Youri Sereguine. Il a été inauguré le 15 septembre 2008, lors d'un match opposant des vétérans du FK Dnipro et du Spartak Moscou.

## Galerie

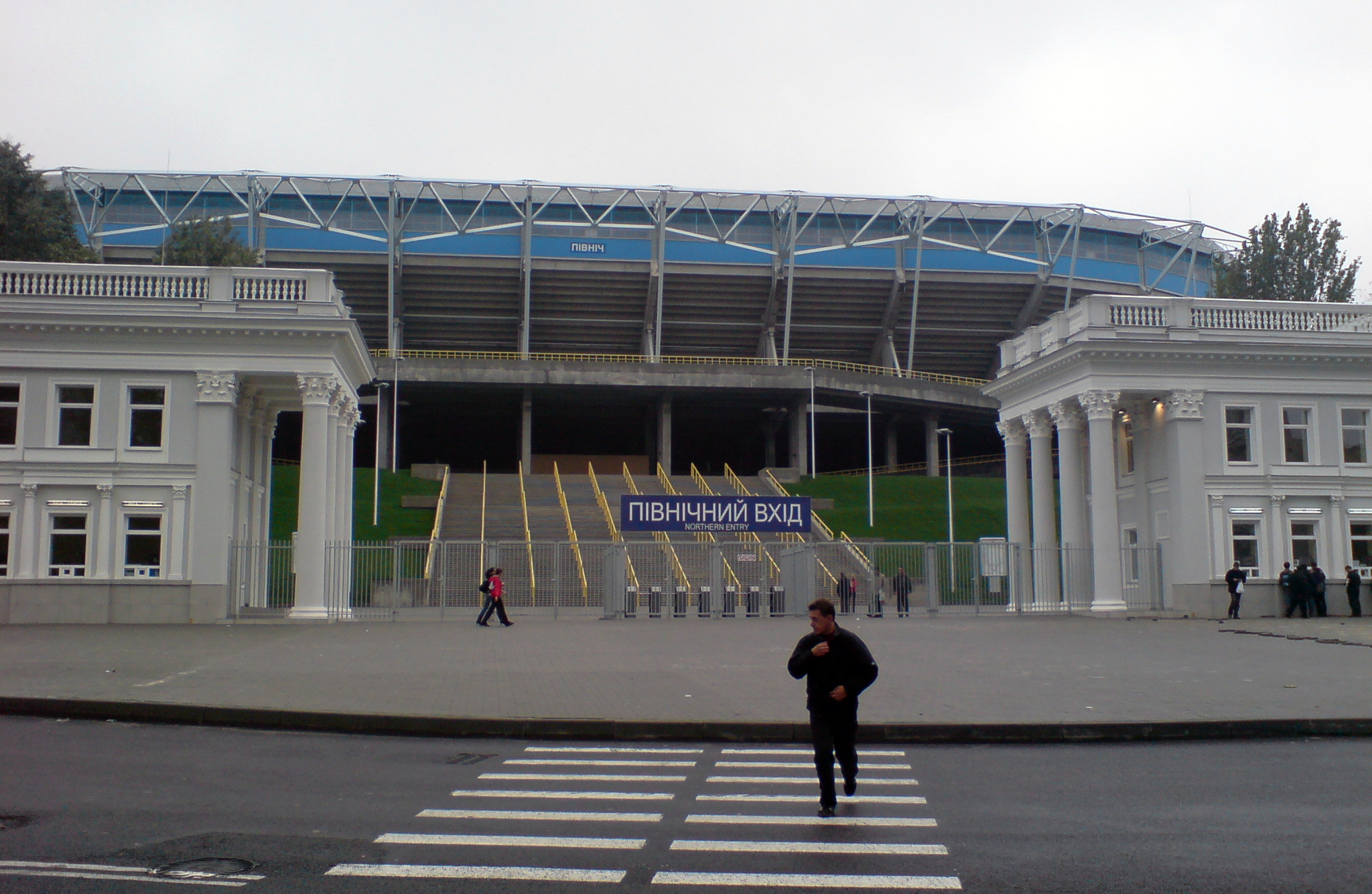
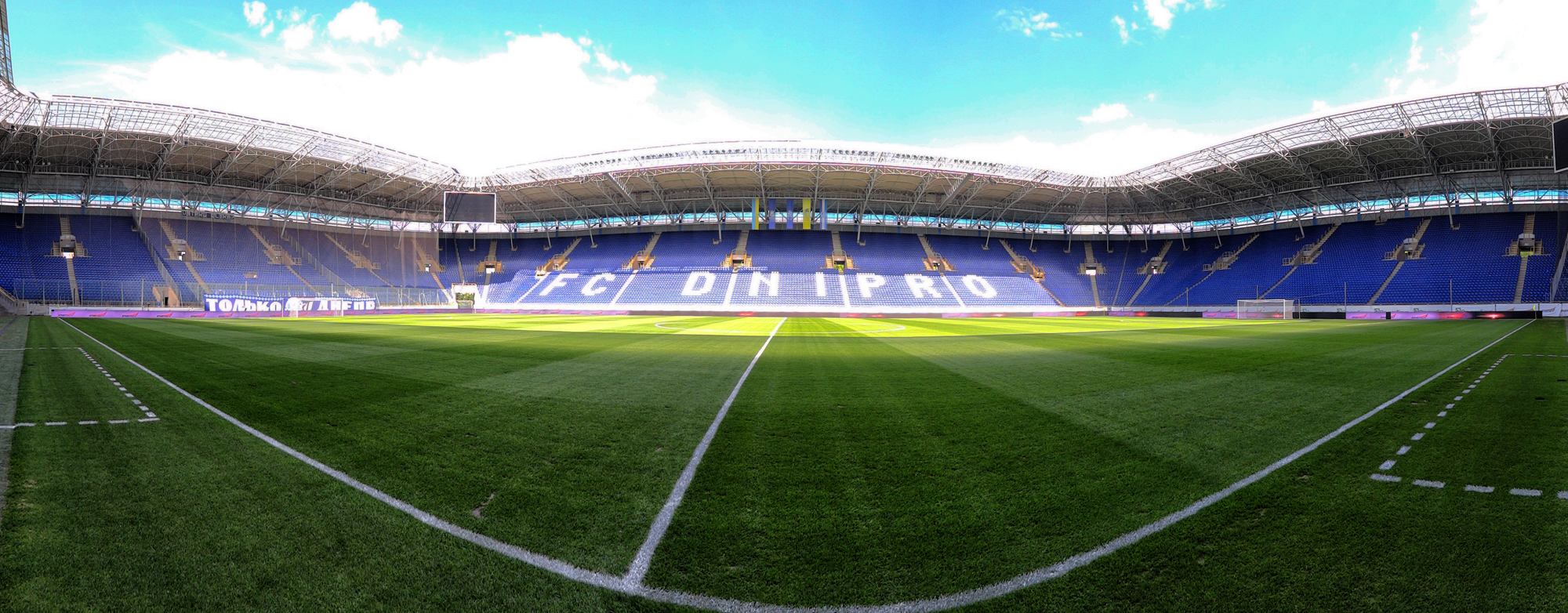
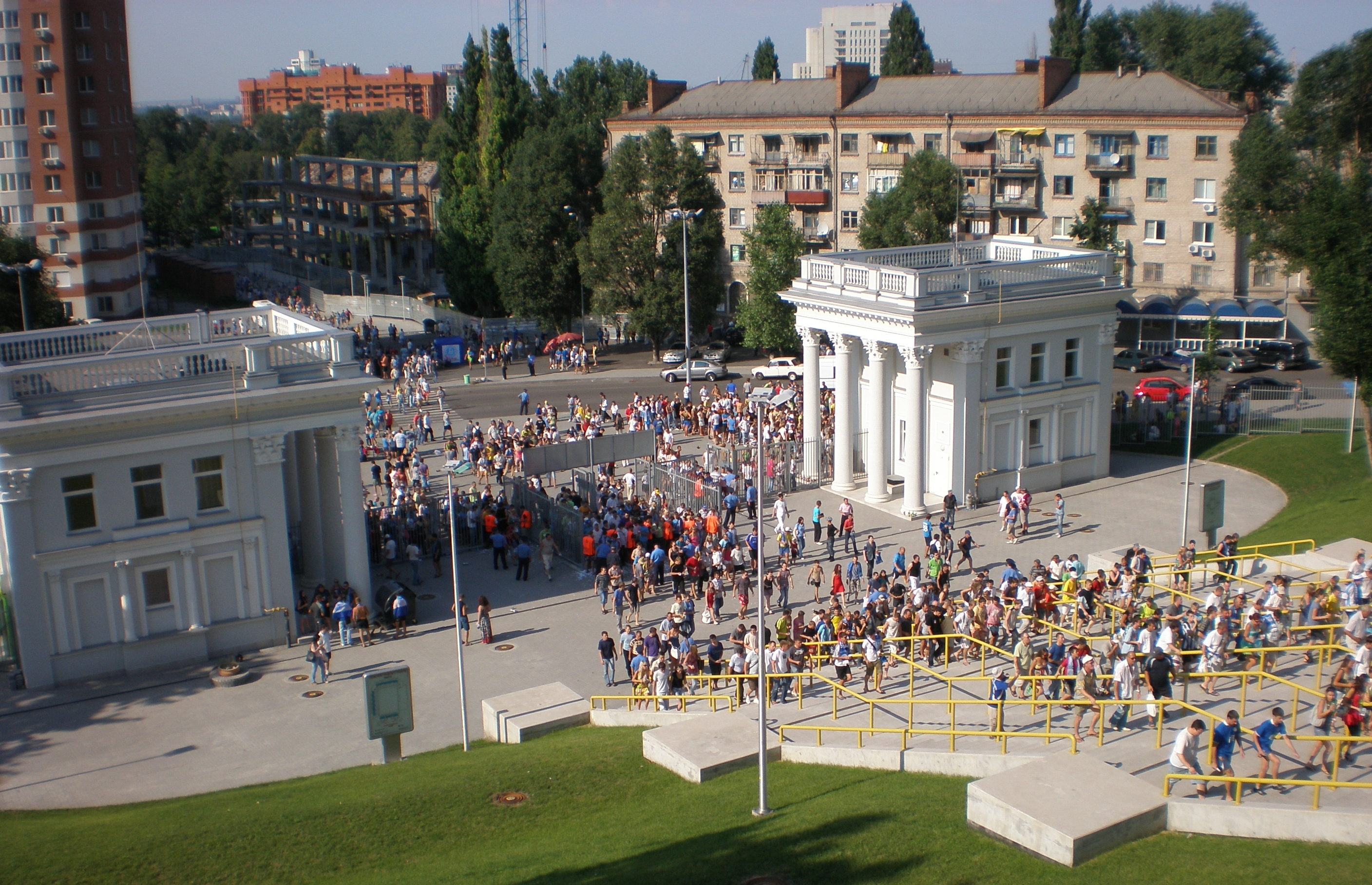

## Événements
- Finale de la Coupe d'Ukraine de football, 31 mai 2009